# Ū̆
Ū̆ (minuscule : ū̆), appelé U macron brève, est une lettre latine utilisée en linguistique historique notamment dans la romanisation de l’écriture du sogdien, ou dans l’étude du vieil anglais.
Il s’agit de la lettre U diacritée d’un macron et d’un brève.

## Utilisation
Le ū̆ est utilisé dans l’étude du vieil anglais pour noter une voyelle u longue ou courte.

## Représentations informatiques
Le U macron brève peut être représenté avec les caractères Unicode suivants : 
- composé et normalisé NFC (latin étendu A, diacritiques) :

| formes    | représentations | chaînes de caractères | points de code | descriptions                                       |
| --------- | --------------- | --------------------- | -------------- | -------------------------------------------------- |
| capitale  | Ū̆               | Ū◌̆                    | U+016A U+0306  | lettre majuscule latine u macron diacritique brève |
| minuscule | ū̆               | ū◌̆                    | U+016B U+0306  | lettre minuscule latine u macron diacritique brève |

- décomposé et normalisé NFD (latin de base, diacritiques) :

| formes    | représentations | chaînes de caractères | points de code       | descriptions                                                   |
| --------- | --------------- | --------------------- | -------------------- | -------------------------------------------------------------- |
| capitale  | Ū̆               | U◌̄◌̆                   | U+0055 U+0304 U+0306 | lettre majuscule latine u diacritique macron diacritique brève |
| minuscule | ū̆               | u◌̄◌̆                   | U+0075 U+0304 U+0306 | lettre minuscule latine u diacritique macron diacritique brève |